# Gerlecsőrű cethojsza
A gerlecsőrű cethojsza (Pachyptila turtur) a madarak (Aves) osztályának a viharmadár-alakúak (Procellariiformes) rendjébe, ezen belül a viharmadárfélék (Procellariidae) családjába tartozó faj.

## Előfordulása
Cirkumpolárisan majdnem a teljes Antarktiszon megtalálható költési időszakon kívül. Fészkelőhelye Dél-Ausztráliában, Tasmaniában, Új-Zéland partvidékén és néhány szubantarktikus szigeten van. Kóborlóként előfordulhat  Argentínában, Chilében, a Falkland-szigeteken és Dél-Afrikában is.
Élete nagy részét a nyílt tengereken tölti.

## Alfajai
- Pachyptila turtur subantarctica
- Pachyptila turtur turtur

## Megjelenése
A fajra a 27 centiméteres testhossz a jellemző, szárnyfesztávolsága 56 centiméter. Röpképe jellegzetes: feje kicsi és kerek, homloka meredek, kerek szárnyai a vészmadarakhoz képest rövidebbek, viszonylag hosszú farka ék alakú. Mint neve is mutatja, csőre a gerlékére hasonlít. Hosszú szárnya és gyenge lába van. Tollruhája felül világos kékesszürke, hasa fehér. A szárnyak két csúcsa között feketés színű „W” betűhöz hasonló rajzolat látható.

## Életmódja
alacsonyan repül a víz felett, ilyenkor szedi össze táplálékát,
Lemezes csőrével szűri ki az apró rákokat, puhatestűeket és más állatokat a tengerből. Csapatokban, sötétedés után jár táplálék után.

## Szaporodása

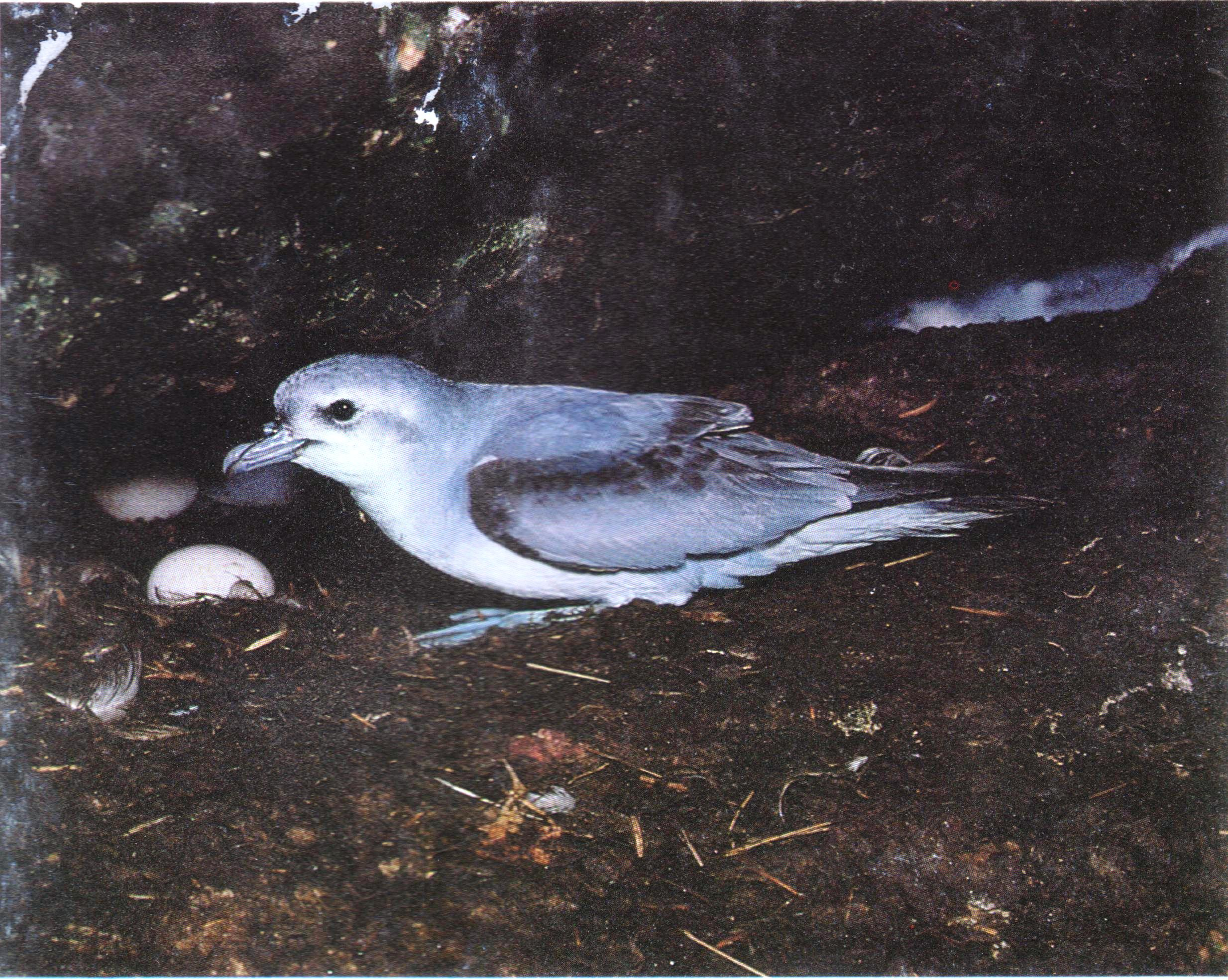
Felnőtt madár a tojása mellett

A költési időszak többnyire szeptember és május között van, de a költőtelepeket ezen időszakon kívül is felkeresi.
Sziklahasadékokba rakja homokból és növényi anyagokból készített fészkét. Laza talajon maga is ás költőüreget.
Egyetlen tojásukon a költőpár mindkét tagja kotlik, mintegy 45-55 napon át. A kikelt fiókát a szülők csak éjszaka etetik. Etetéskor felöklendezik a magukkal hozott táplálékot, amit a fióka csőrükből fogad el.